# 48 a.C.

## Eventos
- 183a olimpíada.

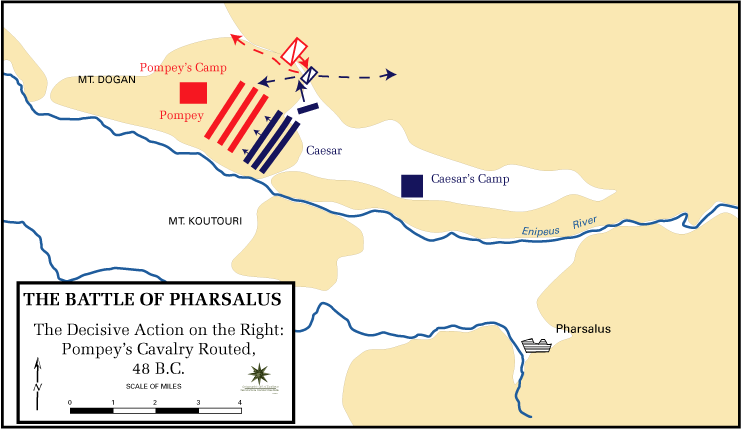
Batalha de Farsalos

- Júlio César, pela segunda vez, e Públio Servílio Vácia Isáurico, cônsules romanos.
- Segundo ano da Guerra Civil de César, entre os cesarianos de Júlio César e os pompeianos de Pompeu:
  - Em 10 de julho, Pompeu consegue derrotar o exército de César na Batalha de Dirráquio, mas não aproveita a vantagem para aniquilá-lo.
  - Em 9 de agosto, menos de um mês depois, César derrota Pompeu na decisiva Batalha de Farsalos. Pompeu fugiu para o Egito ptolemaico, mas foi assassinado em 28 de setembro pelo faraó Ptolemeu XIII.
  - No final do ano, aproveitando a relativa fraqueza romana na Ásia Menor, Fárnaces II do Ponto ataca e derrota o governador cesariano da região, Cneu Domício Calvino, que contou com a ajuda de Deiótaro da Galácia, na Batalha de Nicópolis. Fárnaces reocupa o território do antigo Reino do Ponto.
- Júlio César é novamente nomeado ditador e escolhe Marco Antônio como seu mestre da cavalaria.
- Em Roma, o cônsul Vácia Isáurico enfrentou e derrotou uma revolta do líder populista Marco Célio Rufo.

## Mortes
- 29 de Setembro – Pompeu, o Grande, assassinado enquanto procurava obter asilo político no Egito